# Große Neugierde

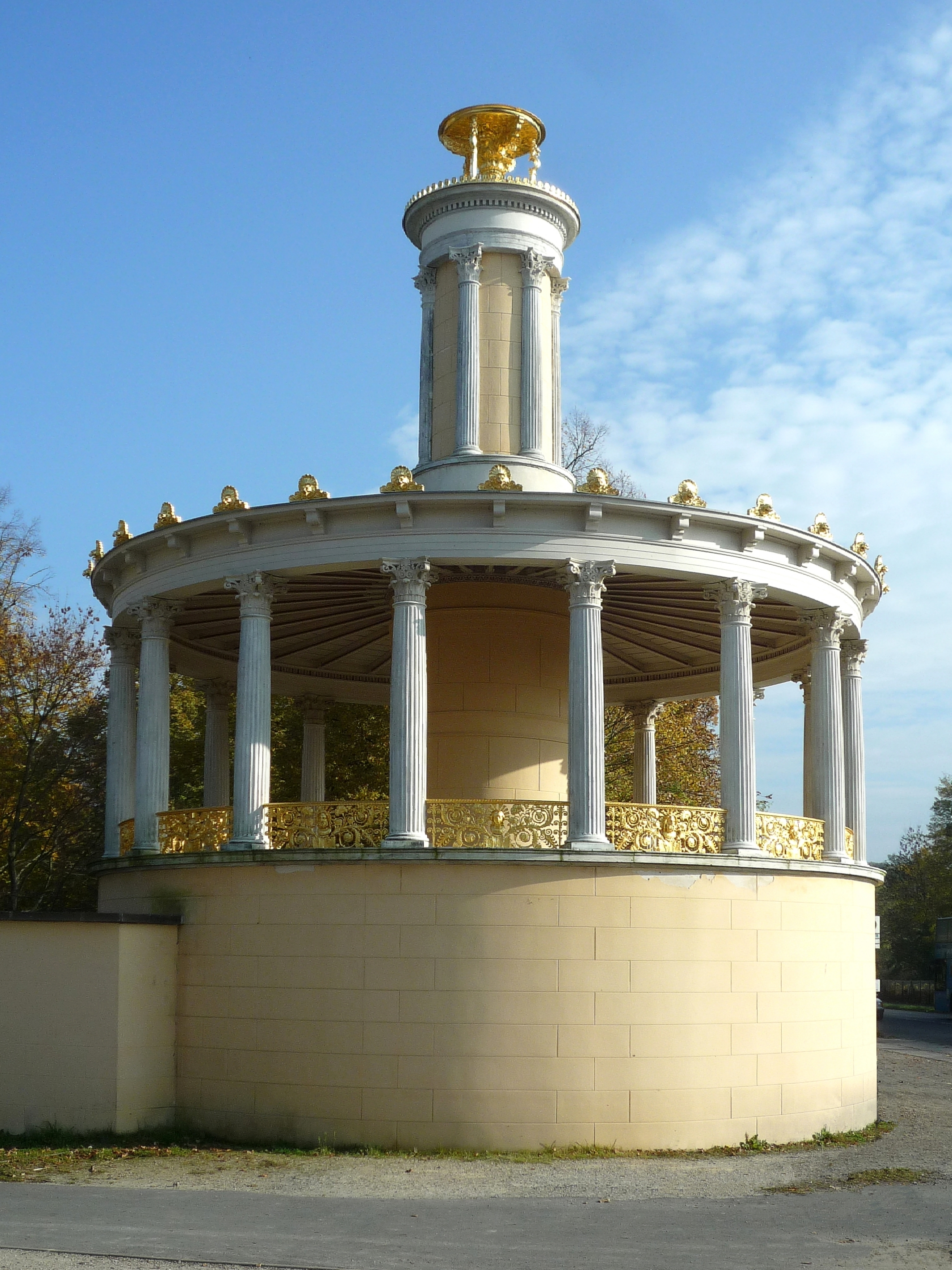
Große Neugierde

Die Große Neugierde ist eine als Teepavillon errichtete Rotunde mit Ausblick auf die Glienicker Brücke, den Jungfernsee und die Berliner Vorstadt von Potsdam. Die von Karl Friedrich Schinkel 1826 errichtete Kleine Neugierde sowie die spätere Große Neugierde sind namensgebend für den Typus der Neugierde, eines Pavillons oder Gartenhauses, aus dem heraus man alles sehen konnte, was draußen vor sich ging, im Falle der Kleinen Neugierde selbst aber möglichst verborgen blieb.

## Entstehung

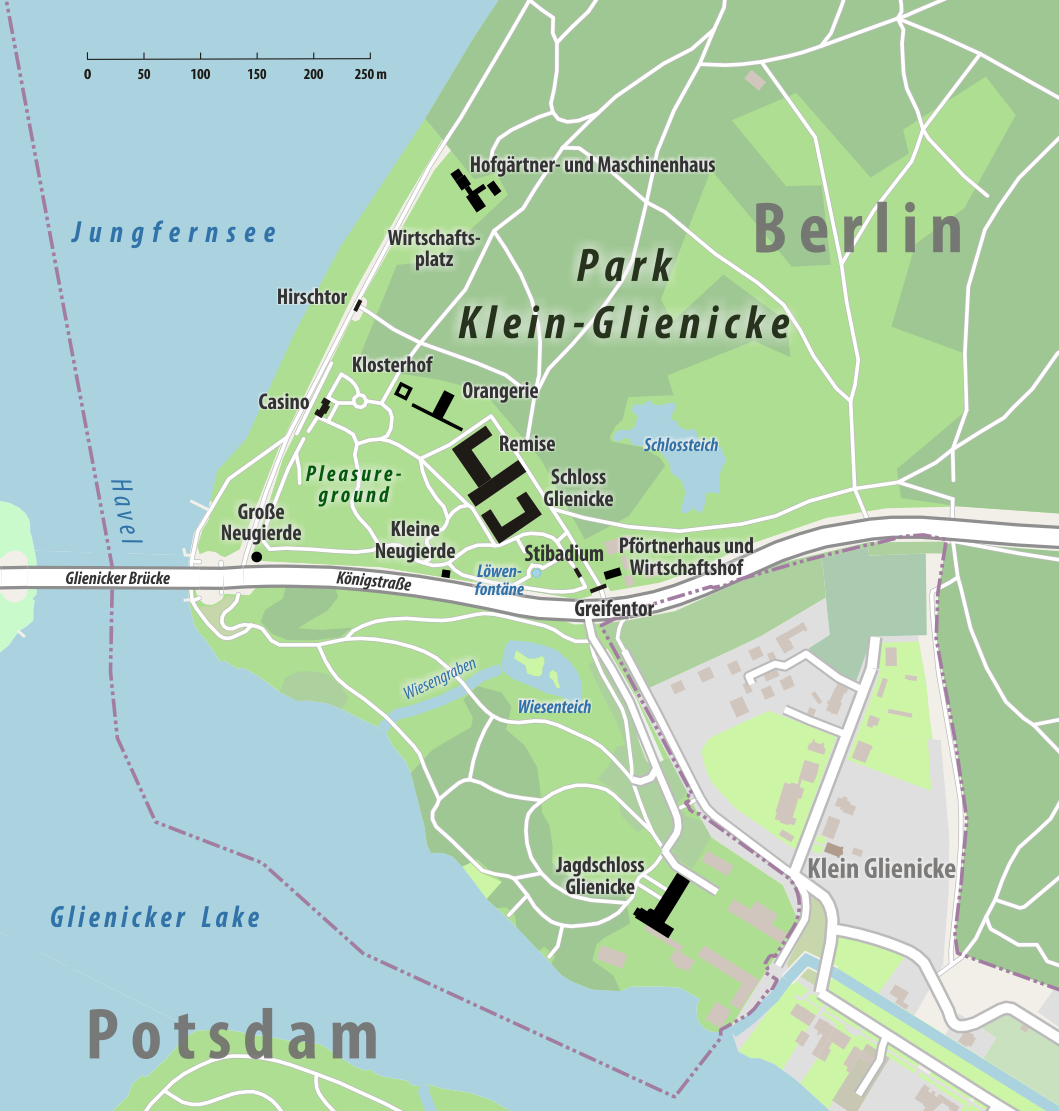
Die Große Neugierde liegt zwischen Park Klein-Glienicke im Osten und der Glienicker Brücke im Westen.

Zeichnung von Persius

Carl von Preußen erwarb 1824 ein Landgut auf der Insel Wannsee aus dem Nachlass des Fürsten Hardenberg, dessen Park er zunehmend erweiterte. Nach dem Bau der Glienicker Brücke 1834 erfolgte eine letzte Erweiterung bis an den Brückenkopf. 1835 ließ er sich dort nach Plänen des Architekten Karl Friedrich Schinkel einen Rundtempel mit 16 Säulen auf einem Sockelgeschoss errichten, der die Parkanlage zum Schloss Glienicke im heutigen Volkspark Glienicke abgrenzt. 
Die Aussichtsplattform wird bekrönt von einer Nachbildung des Lysikratesmonuments aus Griechenland. Damit kopierte der Architekt den Säulenaufbau und versuchte in der bekrönenden, goldfarbenen Schale eine archäologische Rekonstruktion. Hinzugefügt wurden außerdem Kapitelle aus Terrakotta und ein Brüstungsgitter sowie jede Menge kleiner Bauteile aus altertümlichen Reliefs, Skulpturen, Friesen und weiterem.

## Versetzung
Als 1905 die Glienicker Brücke erneuert wurde, führte dies zu einer Störung der Aussichtspunkte für den Pavillon, der daraufhin um ca. zehn Meter verschoben wurde. Dies ermöglichte später auch eine Verbreiterung der Straße. 
Bei der Versetzung wurden wesentliche Schmuckelemente wie die Terrakottasäulen nur noch in einfacherer Form wiederhergestellt. Zusätzlich wurde der Bau erhöht und um eine Treppe ergänzt.

## Sanierung
Nach einer intensiven Sanierung einschließlich der Beseitigung von Bombenschäden aus dem Zweiten Weltkrieg wurde der Pavillon am 7. Juni 2009 wieder der Öffentlichkeit zugänglich gemacht.